# Petrograbados del Cerro de Chapultepec
Los petrograbados de Chapultepec son un conjunto de grabados en la roca del cerro de Chapultepec, en su ladera este hechos por los mexicas. Se localizan en la primera sección del bosque.

## Historia
El cerro de Chapultepec fue ocupado desde tiempos prehispánicos, en él se grabaron los retratos de gobernantes mexicas. El primero que mandó a tallar su imagen fue Moctezuma I Ilhuicamina, posteriormente los demás gobernantes mexicas aunque sólo sobreviven vestigios de los petrograbados del tlatoani Moctezuma II. Los grabados sufrieron diversas destrucciones; entre las más importantes están la realizada por orden del arzobispo Juan de Zumárraga en 1539; o la producida con el bombardeo al cerro en la batalla del 13 de septiembre de 1847.

## Descripción
El primer grupo de petrograbados contiene restos de símbolos relacionados con Moctezuma II (Xocoyotzin), éste se presenta flanqueado por parte de una gran serpiente que desciende del cerro; se observa parte del cuerpo del mencionado tlatoani y algunos símbolos calendarios como Ome acatl (dos carrizo) fuego nuevo 1507; Xiuhitzolli (diadema de turquesa), símbolo onomástico de Moctezuma II; Ce Cipatli (uno Cocodrilo), 1503 Coronación de Moctezuma; entre otros.
El segundo conjunto se trata de un templo tallado en la misma ladera, unos metros arriba, que presenta una gran talla de un escudo o Chimalli, formado por tres círculos con cuatro flechas.
El tercer conjunto denominado como aposento de Moctezuma, está ubicado en la ladera este del cerro, enfrente del monumento a los Niños Héroes, y son una serie de tallas de origen prehispánico.